# Мушкет образца 1752 года
Мушкет образца 1752 года — тип гладкоствольных дульнозарядных ружей, разработанный в 1752 году и применявшийся испанской армией до середины 1850-х годов. Позже был заменен более эффективными нарезными образцами (винтовки), в которых использовалась пуля Минье.

## История
Этот оружие было первым стандартизованным мушкетом испанской армии. Активно применялся в боях на территории вице-королевства Новой Испании, в частности, во время британского вторжения на Кубу. Испания также поставила от 10 000 до 12 подобных 000 мушкетов американским повстанцам во время их борьбы против британского правительства.
Кроме войск метрополии, эти мушкеты без особых конструктивных изменений в течение долгого времени оставались на вооружении многих бывших испанских колоний, получивших независимость в начале XIX века.

## Модификации
- Modelo 1752
- Modelo 1755: вместо деревянного шомпола принят стальной;
- Modelo 1757: весь прибор заменен на латунный.

В 1791 году был заменен традиционный для испанского оружия замок типа "микелет", который был сочтён чрезмерно хрупким. Визуально мушкет образца 1752/1791 гг, кроме конструкции замка также отличается видом головки куркового винта, представляющей шарик с отверстием вместо принятого ранее кольца
В последующие годы имевшиеся мушкеты были преимущественно переделаны под капсюльный замок.

## Применение в конфликтах
- Индейские войны
- Война против чёрных симарронов
- Англо-испанская война (1761—1763)
- Испано-португальская война (1776—1777)
- Война за независимость США
- Гаитянская революция
- Французские революционные войны
- Кампания 1795 года в западных Пиренеях
- Англо-испанская война (1796—1808)
- Наполеоновские войны
- Апельсиновая война
- Экспедиция Санто-Доминго[фр.]
- Война третьей коалиции
- Британские вторжения в вице-королевство Рио-де-ла-Плата
- Испанское вторжение в Португалию
- Пиренейские войны
- Война за независимость Боливии
- Война за независимость Мексики
- Война за независимость Аргентины
- Чилийская война за независимость
- Венесуэльская война за независимость
- Война шестой коалиции
- Сто дней
- Возвращение Новой Гранады под власть Испании
- Война за независимость Эквадора[исп.]
- Испанские попытки захвата Мексики[исп.]
- Французская интервенция в Испанию
- Мигелистские войны
- Первая карлистская война
- Американо-мексиканская война
- Восстание Кабреры
- Первая франко-вьетнамская война
- Испано-марокканская война (1859—1860)
- Война Санто-Доминго[исп.]
- Первая тихоокеанская война
- Десятилетняя война

## Галерея

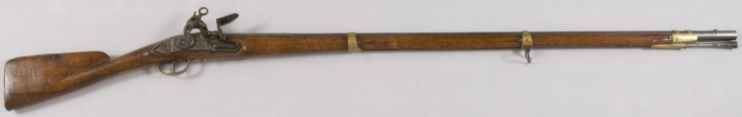